# Themus pindaraemimus
Themus pindaraemimus es una especie de coleóptero de la familia Cantharidae.

## Distribución geográfica
Habita en Sikkim (India).